# المباني والعمارة في برايتون أند هوف

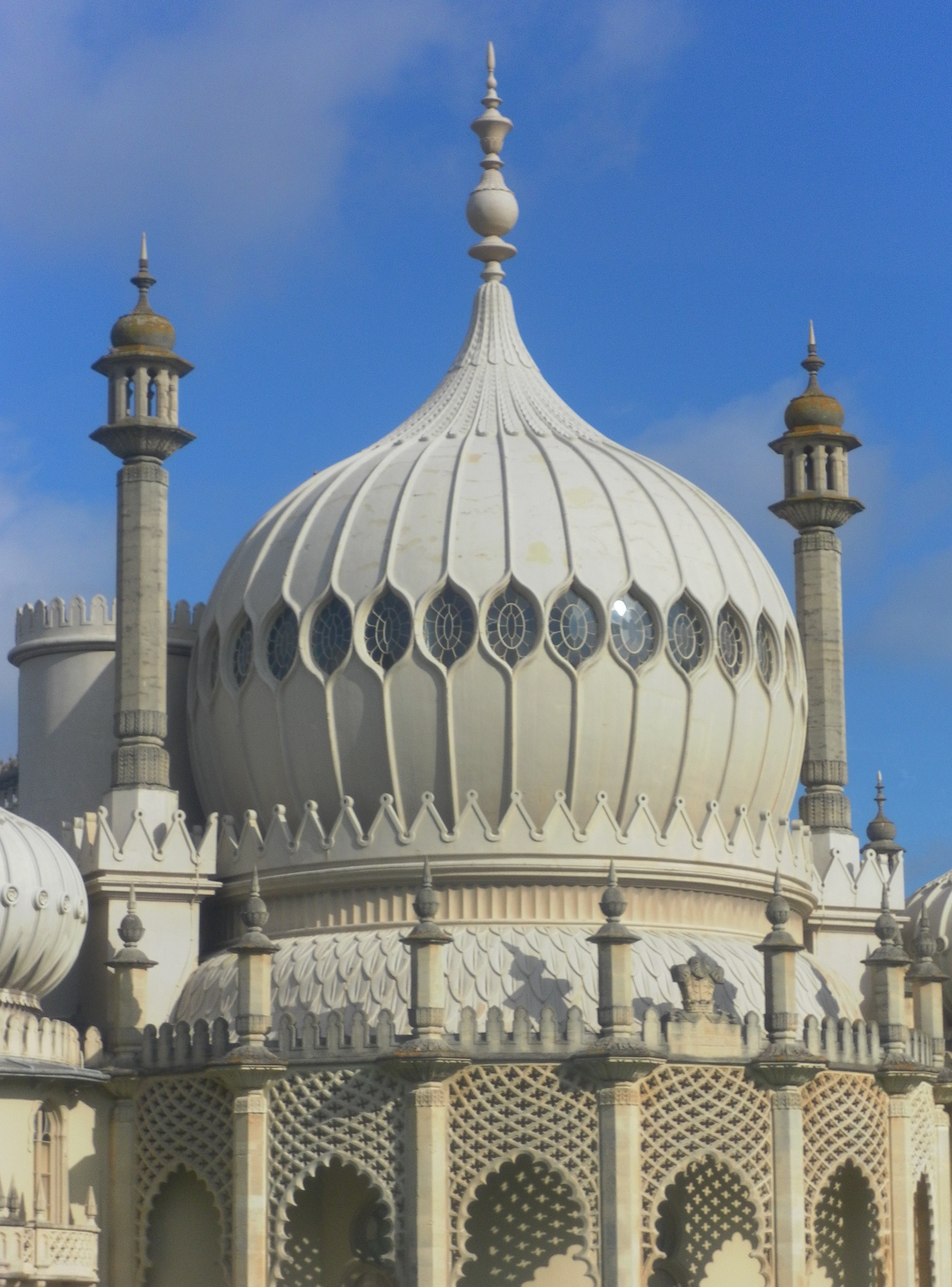
قصر الجناح الملكي في برايتون

برايتون أند هوف هي مدينة تقع على ساحل القنال الإنجليزي في جنوب شرق إنجلترا، يوجد فيها مخزون كبير ومتنوع من المباني التي «لا مثيل لها من الناحية المعمارية» ضمن المنتجعات الساحلية في البلاد. تتكون المنطقة الحضرية التي حُددت بكونها مدينة في عام 2000، من مدينتي برايتون وهوف اللتان كانتا منفصلتين سابقًا، والقرى المجاورة مثل بورتسليد وباتشام وروتينغدين، ومناطق من القرن العشرين مثل مولسيكومب ومايل أوك. وُحدت هذه التجمعات السكنية لأول مرة في عام 1997 كسلطة مركزية يبلغ عدد سكانها نحو 253000 نسمة. صُنفت نحو نصف المساحة الجغرافية البالغة 20.430 فدانًا (8.270 هكتار) على أنها مساحة مبنية.
تزامن تحول برايتون من كونها صيد في العصور الوسطى إلى منتجع صحي ومنتجع ترفيهي، برعاية من الملوك والمجتمع الراقي، مع تطور عمارة الريجنسي والحياة المهنية للمعماريين الثلاثة الذين ميز عملهم الواجهة البحرية البالغ طولها 4 أميال (6.4 كم). تطورت قرية هوف المنفصلة سابقًا كمنطقة سكنية مريحة من الطبقة المتوسطة «تحت قشرة كثيفة من الاحترام (الفيكتوري) في الضواحي»، إذ انتشرت المنازل الكبيرة بسرعة عبر الحقول المحيطة خلال أواخر القرن التاسع عشر، على الرغم من مناطق الطبقة العليا وبرونزويك الراقية والناجحة كانت نتاج عهد الوصاية. أصبحت القرى القديمة مثل بورتسليد وروتينغدين وأوفينغدين وباتشام، مع الكنائس القديمة والمزارع والأكواخ صغيرة من الصوان، عبارة عن ضواحي مع نمو المدينتين واندماجهما، وخُلقت «برايتون الكبرى» في عام 1928، مما جلب إلى المناطق الحضرية مساحات مفتوحة الأراضي، استُخدمت فيما بعد للإسكان والمناطق الصناعية. فُقدت العديد من المباني في الستينيات والسبعينيات من القرن العشرين، عندما شجعت أهمية برايتون الإقليمية المتزايدة على إعادة التطوير، لكن حركات الحفاظ كانت مؤثرة في إنقاذ المباني الأخرى.
يتكون جزء كبير من البيئة المبنية في المدينة من مبان تعود لعصر الوصاية والعصرين الفيكتوري والإدواردي. يتميز أسلوب الريجنسي، وهو الأسلوب النموذجي في أواخر القرن الثامن عشر وأوائل القرن التاسع عشر، بتصميمات خارجية شاحبة من الجص مع قوالب بالأسلوب الكلاسيكي ونوافذ كبيرة. امتلكت حتى المنازل المتواضعة المكونة من طابقين مع شرفات والتي تنتشر بسرعة عبر المناطق شديدة الانحدار في منتصف القرن التاسع عشر، بعضًا من عناصر هذا الأسلوب. يعرض التطوير الشامل للضواحي في هوف وشمال برايتون في أواخر القرن التاسع عشر وأوائل القرن العشرين السمات المعمارية المميزة لتلك العصور، مع التركيز على أعمال البناء بالطوب والجملونات. تتراوح تطورات ما بعد الحرب من الهياكل التجارية والمدنية الوحشية إلى محاكاة للأساليب القديمة. أصبحت تقاليد البناء المستدامة شائعة بالنسبة للمنازل الفردية وعلى نطاق أوسع، كما هو الحال في مشروع تطوير الأراضي الملوثة في حي نيو إنغلاند المخطط له منذ فترة طويلة.

اعترفت الحكومة المحلية والوطنية بالتراث المعماري للمدينة من خلال تحديد حالة المباني المدرجة وحالة مناطق الحفظ إلى العديد من التطورات. أُنشئت 34 منطقة محمية منذ عام 1969، تغطي مختلف الأحجام والعصور، وقد أُدرج أكثر من 1200 مبنى بسبب «أهميتها المعمارية أو التاريخية الخاصة».

## المحتوى التاريخي

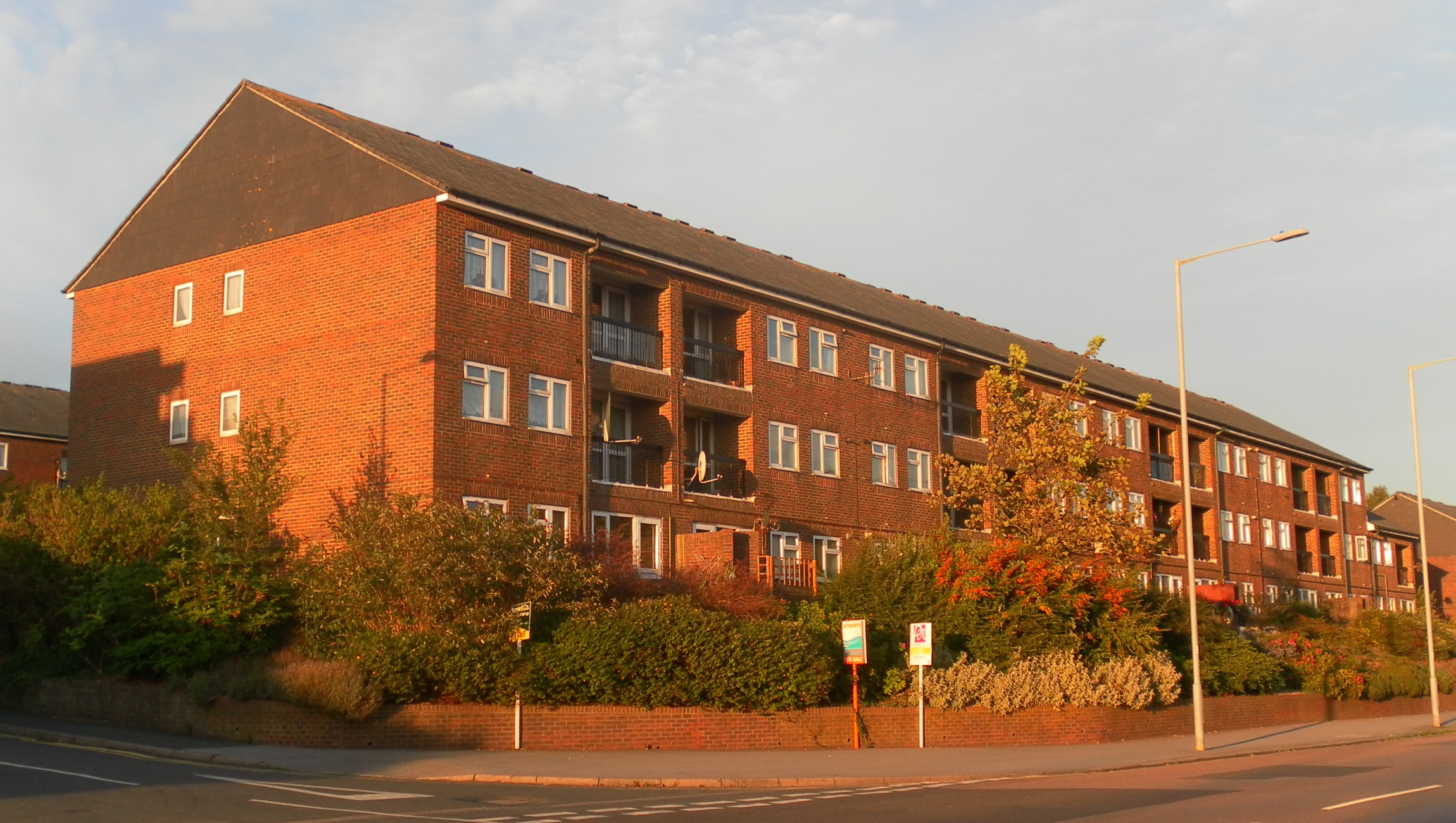
مجموعة من الشقق البلدية في تقاطع شارع بورتلاند و إنجرام كريسنت، هوف، مدينة برايتون وهوف، إنجلترا - سبتمبر 2012

### المباني المبكرة
كانت برايتون في الأصل قرية زراعية وقرية صيد للأسماك محاطة بالحقول التي تُربى الأغنام وتُزرع الذرة فيها. تطورت المباني الصغيرة في العهد السكسوني في منطقة تحدها أربعة شوارع سميت على اسم نقاط البوصلة، وبُنيت الكنيسة على أرض مرتفعة في الداخل. أُنشئت أكواخ صيادي الأسماك المتواضعة على شاطئ تحت الجروف وفي الشارع الجنوبي المختفي اليوم. ساهم صيد الأسماك المزدهر في بداية فترة نمو البلدة في القرنين السادس عشر والسابع عشر، لكن التطور لم يتجاوز الحدود القديمة. تراجع صيد الأسماك في أوائل القرن الثامن عشر، وهاجر السكان. بناء على ذلك، أصبحت العمالة والأرض من أجل إعادة التنمية أرخص ثمنًا، ولأن طرق السفر والاتصالات الجيدة كانت قد أُنشئت مسبقًا، أصبحت المدينة في وضع جيد للنمو بسرعة مرة أخرى عندما تحول الاستحمام البحري لأمر شائع في منتصف القرن الثامن عشر. لم يبق في برايتون سوى القليل من العمارة التي تعود للقرن الثامن عشر، على الرغم من وجود بعض المباني الفردية، على سبيل المثال، شارع الملك 27 في شمال لين، وهو ذو واجهة مرصوفة وتصميم داخلي ذو هيكل خشبي يُرجح أنه يعود للقرن السابع عشر. في هذه الأثناء، كانت هوف قرية ذات شارع واحد فيها منزل الإقطاعية وبعض الأكواخ المتواضعة وكنيسة في الداخل. على الرغم من أن كنيسة سانت أندرو ما تزال قيد الاستخدام وأن شارع هوف تمكن من النجاة، فقد هُدم منزل الإقطاعية عام 1936 ولم يتبق أي مبان أصيلة أخرى.
ركزت أوصاف القرن الثامن عشر لمدينة برايتون القديمة (الممرات الحالية) على مدى صغر حجم المنازل وانخفاضها، وكيف وُضعت الطوابق السفلية بشكل مميز تحت مستوى سطح الأرض قليلًا. من الممكن أن ما سبق إلى جانب قرب المنازل من بعضها البعض قد وفر الحماية من العواصف والفيضانات القادمة من البحر. (في واحدة من أقدم أوصاف برايتون- رسالة يعود تاريخها إلى عام 1736- يقول عميد مدينة بوكستند: «نعيش هنا تحت الأرض تقريبًا... ينتهي الطابق الثاني بأقل من 12 قدمًا»). ربما ساعد «الاحتشاد معًا» المنازل، على البقاء حتى يومنا هذا، فهي كانت مبنية بشكل سيء ولم تمتلك سوى القليل من السلامة الإنشائية. تعتمد مباني الممرات النموذجية الهيكل الخشبي المغطى بجدران حاملة من البنغروش مع بعض الصوان. أضافت أحجار الزاوية والمداميك قوة للمباني، وغالبًا ما كانت الواجهات مرصعة بحصى الشواطئ، وتُغطى في بعض الأحيان بالقار لدرء المياه، على الرغم من أن هذا كان شائعًا فقط في أوائل القرن التاسع عشر. يمكن رؤية مثل هذه المباني في مباني الممرات في بارثولوميوز وميديل ستريت وغيرها.
يمكن العثور على مباني القرنين السادس عشر والسابع عشر وما قبلهما في القرى القديمة التي احتوتها برايتون أند هوف الحديثة. حل صحن الكنيسة ورواق المذبح الذي يعود إلى القرن الثاني عشر في كنيسة القديس ولفران في أوفينغدين، محل هيكل ساكسوني. تحتفظ كنيسة القديسة هيلين في هانغلتون بأحجار متعرجة تعود للقرن الحادي عشر نسيجًا قديمًا آخر. تحتفظ كنائس الأبرشيات القديمة في باتشام وبورتسلاد وبريستون وروتينغدين وبرايتون نفسها ببعض السمات من القرن الثاني عشر إلى القرن الرابع عشر، على الرغم من خضوعها جميعًا للترميم الفيكتوري. يُعد منزل إقطاعية هانغلتون أقدم مبنى علماني في هوف (اليوم هو عبارة عن حانة)، وهو مبنى من الصوان بالأسلوب العامي مع بعض الميزات من القرن الخامس عشر. لم يتغير شيء يُذكر منذ أن أعاد رئيس شرطة ساسكس بناؤه بعد قرن من الزمن، ويعود تاريخ بيوت الحمام الزاجل خارجه إلى القرن السابع عشر. تشمل المنازل والقصور الأخرى الباقية على قيد الحياة في القرى القديمة حول برايتون أند هوف كلًا منزل إقطاعية بريستون وقصر باتشام ومنزل ستانمر وقصر مولسيكومب ومزرعة أوفينغدين، مع امتلاك باتشام وروتينغدين لمنازل بحالة أقل جودة مثل مبنى المحكمة ومنزل داون ومنزل هيلسايد وساوثداون، التي بُنيت من الطوب والصوان في القرن الثامن عشر.